# Le foglie d'oro
Le foglie d'oro (Bright Leaf) è un film del 1950 diretto da Michael Curtiz, basato su un romanzo del 1949 di Foster Fitzsimons. Il titolo deriva dal tipo di tabacco coltivato nella Carolina del nord dopo la guerra civile americana.

## Trama
1893, attraente ma superbo e arrogante, il giovane Brent Royle torna nella sua città natale di Kingsmont, nella Carolina del Nord, per ereditare la tenuta di uno zio di recente scomparsa. Dieci anni prima, quando era partito per il nord in cerca di fortuna, era stato malmenato dal potente proprietario della piantagione di tabacco, il maggiore Singleton, che lo aveva sorpreso a baciare la figlia Margaret.
Giunto in città Royle incontra casualmente Margaret, che lo liquida con tono sprezzante e freddo. Anche gli altri abitanti in loco non lo vedono di buon occhio, l'unica felice di incontrarlo è Sonia Kovac, che non ha mai nascosto l'amore che ha per l'uomo. La donna, dopo aver ereditato l'hotel di proprietà della madre, lo ha trasformato in un lussuoso bordello, divenendo così ricca e benestante.
Nel frattempo, nell'hotel dove alloggia, Royle ha un acceso diverbio con Singleton, che vorrebbe cacciarlo dalla città, di fronte all'inventore John Barton, giunto in città dal nord per cercare un socio finanziatore della sua macchina rivoluzionaria per la produzione automatica di sigarette, fino ad allora fabbricate a mano.
Barton, vista la risolutezza e la fermezza dell'uomo nel tener testa al potente Singleton, gli propone il finanziamento per la costruzione della sua macchina che Singleton e tutti gli altri produttori di tabacco e sigari gli avevano rifiutato. Royle, intuendo l'affare ma non avendo i fondi necessari, ottiene il denaro da Sonia, facendola sua partner. Nel frattempo assume Chris Malley, un imbonitore fallito, ma scaltro e intraprendente negli affari.
L'invenzione di Barton ha un successo strepitoso, producendo ed impacchettando sigarette in pochi secondi, rispetto al tempo necessario per la fabbricazione a mano, riducendo così drasticamente i costi di manodopera.
Royle, divenendo finanziariamente sempre più potente, manda in fallimento uno ad uno tutti i proprietari delle piantagioni di tabacco, acquistandone poi le tenute e le azioni, finché rimane solo il maggiore Singleton.
Royle si incontra nuovamente con Margaret che sembra essere attratta dal fascino dell'uomo ed accettare la sua proposta di matrimonio.
Recatosi dal maggiore, Royle gli comunica di aver acquisito il controllo della sua società, dopo averne acquistato tutte le azioni. L'uomo gli offre quindi di restituirgli tutto evitandogli così il fallimento, come regalo di nozze con la figlia.
Singleton, furioso più che mai, rifiuta orgogliosamente l'offerta dell'odiato Royle, ma poi scopre con rabbia, che Margaret è disposta a sposarlo, pur solo per interesse, non amandolo.
Nell'intento di sbarazzarsi una volta per tutte di Royle, il maggiore lo sfida a duello, ma al rifiuto di questo gli spara, ferendolo, di fronte agli sguardi attoniti dei presenti. Conscio della vigliaccheria e del disonore di cui si è macchiato, avendo colpito un uomo disarmato, il maggiore si suicida con un colpo di pistola.
Nei giorni seguenti Royle si reca da Margaret esprimendole il proprio dispiacere per la morte del padre, di cui lui non è però responsabile. La ragazza accetta di sposarlo, ma il proposito della donna è solo la vendetta. Dopo la luna di miele, trascorsa in europa, Royle si insedia nella sontuosa villa fino ad allora proprietà dei Singleton.
Nei mesi che trascorrono, Royle si rende conto di come Margaret lo disprezzi e non lo ami ed ossessionato da questi pensieri, divenendo sempre più irascibile e violento, si disinteressa della società, trascura gli affari e maltratta soci e dipendenti, apprendendo infine che Margaret ha venduto milioni delle sue azioni per rovinarlo.
La donna infine lo abbandona dicendogli di aver raggiunto lo scopo che si era prefissata da quando suo padre si era suicidato.
Royle, furioso, provoca accidentalmente un incendio nella casa, lasciandola poi intenzionalmente distruggere dal fuoco e rendendosi conto troppo tardi di aver perso tutti i suoi averi e gli amici fedeli con cui aveva costruito il suo impero, si reca da Sonia, chiedendole perdono per non averla amata, dopodiché si allontana abbandonando la città.